# Yamadaia
Yamadaia Segawa, 1955  é o nome botânico  de um gênero de algas vermelhas marinhas, pluricelulares, da família Corallinaceae, subfamília Corallinoideae.

## Sinonímia
- Yamadaea Segawa, 1955 (var. ort.)

## Espécies
Apresenta 2 espécies taxonomicamente válidas:
- Yamadaia americana E.Y. Dawson & R.L. Steele, 1964
- Yamadaia melobesioides Segawa, 1955